# Mamerthes croceilinea
Mamerthes croceilinea là một loài bướm đêm trong họ Noctuidae.